# دیلی
دیلی پایتخت کشور تیمور شرقی است. دیلی بندر اصلی و مرکز تجاری تیمور شرقی است و حدود ۱۵۰،۰۰۰ ساکن دارد. این شهر در سال ۱۵۲۰ توسط پرتغالی ها تأسیس شد و در سال ۱۷۶۹ میلادی به عنوان پایتخت تیمور شرقی انتخاب شد. این شهر در ژانویه ۱۸۶۴ به عنوان یک شهر اعلام شد. در طول جنگ جهانی دوم ، پرتغال و مستعمرات آن بی طرف بودند ، اما متفقین تیمور شرقی را به عنوان یک پتانسیل می دیدند. این کشور در آن زمان توسط ژاپن مورد حمله قرار گرفت و نیروهای استرالیایی و هلندی مدت کوتاهی این جزیره را در سال ۱۹۴۱ اشغال کردند. در شب ۱۹ فوریه ۱۹۴۲ ، ژاپنی ها با نیرویی حدود ۲۰۰۰۰ نفر حمله کردند و قبل از گسترش بقیه مستعمرات ، دیلی را اشغال کردند. در ۲۶ سپتامبر ۱۹۴۵ ، کنترل جزیره به طور رسمی توسط ژاپنی ها به پرتغال بازگشت. تیمور شرقی در ۲۸ نوامبر ۱۹۷۵ به طور یک جانبه استقلال خود را از پرتغال اعلام کرد. با این حال ، ۹ روز بعد ، در ۷ دسامبر ، نیروهای اندونزی به دیلی حمله کردند. در ۱۷ ژوئیه ۱۹۷۶ ، اندونزی تیمور شرقی را که ۲۷ امین استان اندونزی ، تیمور تیمور (اندونزیایی به نام تیمور شرقی) را تعیین و دیلی را پایتخت آن اعلام کرد. از سال ۱۹۷۵ تا ۱۹۹۹ جنگ چریکی بین نیروهای اندونزیایی و هوادار استقلال به وقوع پیوست که طی آن ده ها هزار تیموره شرقی و برخی غیرنظامیان خارجی کشته شدند. انعکاس رسانه ای مربوط به قتل عام دیلی در سال ۱۹۹۱ به احیای حمایت بین المللی از جنبش استقلال طلبی تیمور شرقی کمک کرد. در سال ۱۹۹۹ ، تیمور شرقی تحت نظارت سازمان ملل قرار گرفت و در ۲۰ مه ۲۰۰۲ ، دیلی پایتخت جمهوری دموکراتیک جدید تیمور-لسته شد. در ماه مه ۲۰۰۶ ، جنگ و شورش ناشی از درگیری بین عناصر ارتش خسارت قابل توجهی به شهر وارد کرد و منجر به مداخله نظامی خارجی برای بازگرداندن عیادت شد. 

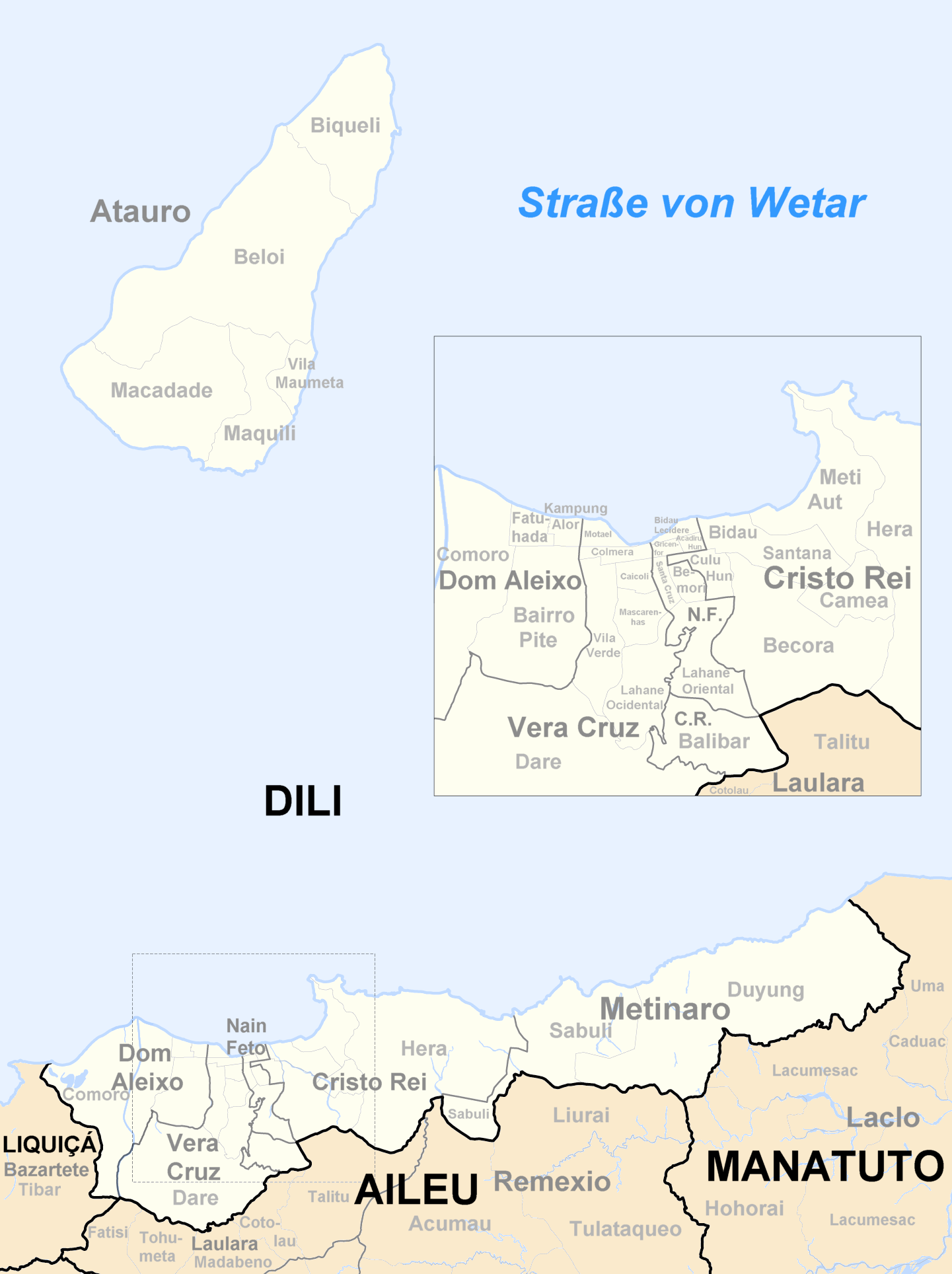